# A67-es autópálya (Németország)
Az A67-es autópálya (németül: Bundesautobahn 67) egy autópálya Németországban. Hossza 58 km.